# Heteroclinus antinectes
Heteroclinus antinectes är en fiskart som först beskrevs av Günther, 1861.  Heteroclinus antinectes ingår i släktet Heteroclinus och familjen Clinidae. Inga underarter finns listade i Catalogue of Life.